# Moncassin
 Moncassin  (en occitano Montcassin) es una localidad y comuna de Francia, en la región de Mediodía-Pirineos, departamento de Gers, en el distrito y cantón de Mirande.
Su población en el censo de 1999 era de 119 habitantes.
Está integrada en la Communauté de communes Vals et Villages en Astarac.

## Demografía
| 183 | 177 | 151 | 138 | 122 | 119 |
| Para los censos de 1962 a 1999 la población legal corresponde a la población sin duplicidades (Fuente: INSEE [Consultar]) |     |     |     |     |     |